# Eisenganz

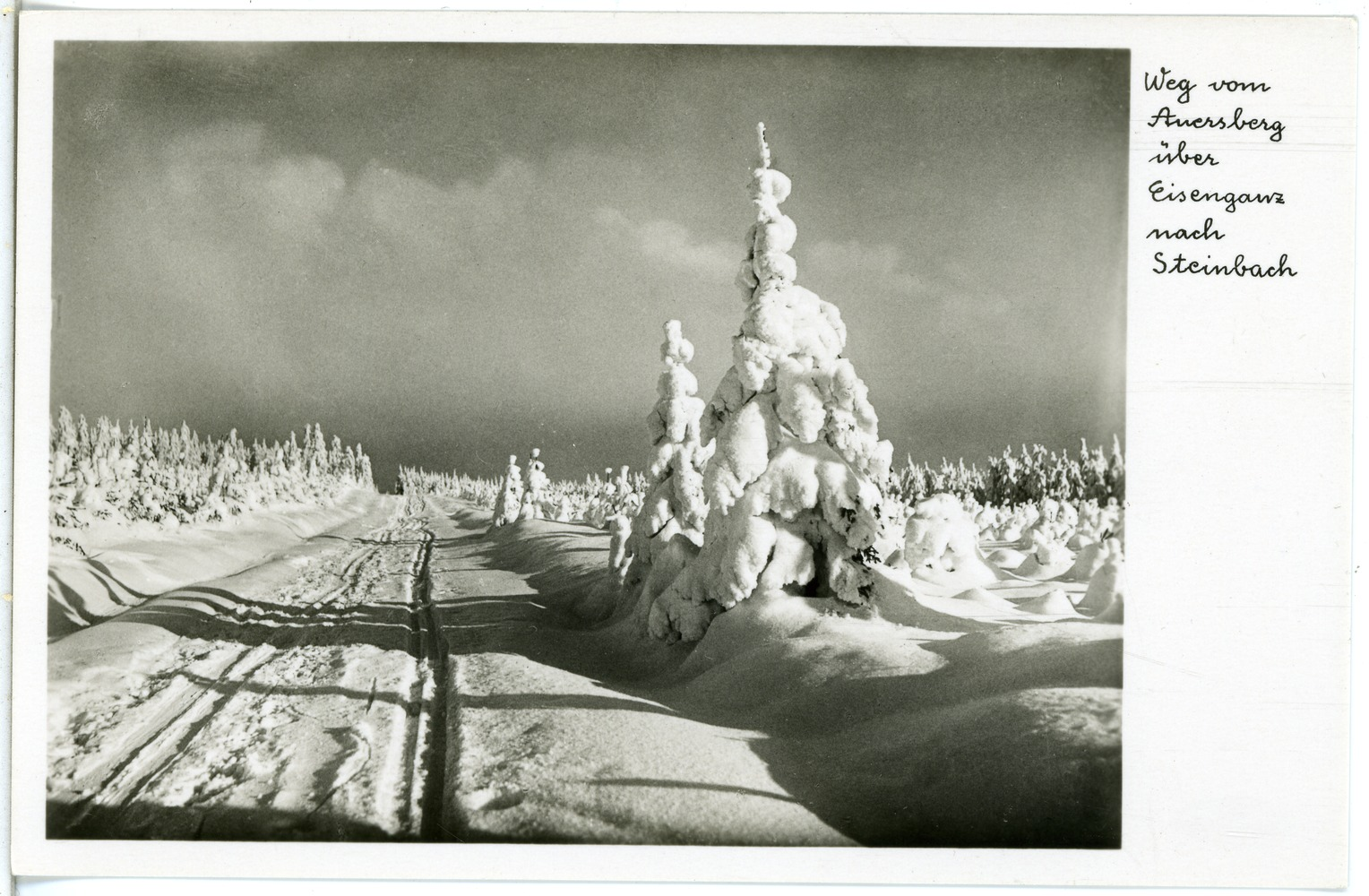
Winter bei der Eisenganz (1934)

Eisenganz ist eine stillgelegte Fundgrube im Bergrevier Johanngeorgenstadt im sächsischen Erzgebirge.

## Geschichte
Im oberen Tal des Steinbaches, bei der Sauschwemme und am Auersberg wurden seit dem 16. Jahrhundert mehrere Fundgruben zum Abbau des sich in dieser Gegend erstreckenden Eisensteinzuges betrieben. Zu diesen gehörte auch die Eisenganzfundgrube, die am 8. September 1609 durch Michael Grünbeck gemutet wurde. Noch heute existiert das frühere Huthaus zwischen Sosaer Straße und den Auersberger Häusern bei Steinbach bei Johanngeorgenstadt, das 1946 aufgestockt und heute Wohnzwecken dient.